# سه‌شنبه‌ها با موری
سه‌شنبه‌ها با موری (به انگلیسی: Tuesdays with Morrie) نوشته‌ی نویسنده‌ی آمریکایی، میچ آلبوم است که در سال ۱۹۹۷ منتشر شد و یکی از کتاب‌های پر فروش بوده‌است. داستان کتاب واقعی است و دربارهٔ ارتباط موری شوارتز با شاگردش میچ آلبوم است.
قهرمان اصلی داستان بیمار است، بیماری او به تدریج اعضای بدن را از کارمی اندازد و باعث مرگ سلولی بافت‌ها و ماهیچه‌های بدن می‌گردد، موری مرگ را پذیرفته؛ او خواهد مرد اما در واپسین روزهای زندگی می‌خواهد به کمال برسد.این کتاب اولین بار در سال ۱۳۷۸ توسط محمود دانایی ترجمه شد. بعدها مترجمین دیگری مثل مهدی قراچه داغی، ماندانا قهرمانلو، رضا زارع، راضیه عبدلی و علی امیدیان به ترجمه مجدد این اثر پرداختند.

## خلاصه داستان

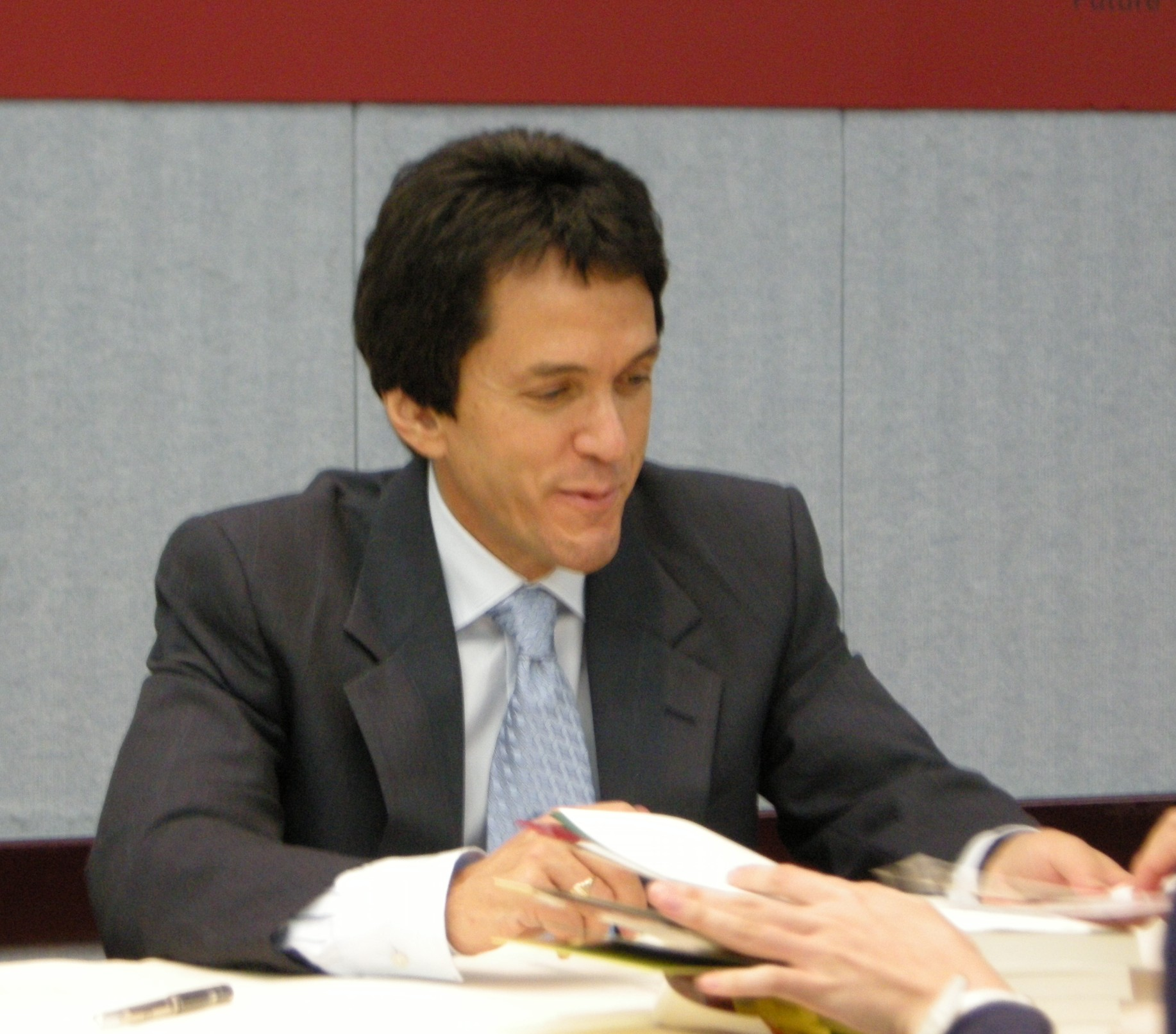
میچ آلبوم نویسنده کتاب

در سال ۱۹۹۵ میچ آلبوم، ستون‌نویس موفق روزنامه دیترویت فری پرس بود. او پس از دیدن استاد پیشین جامعه‌شناسی خود در برنامهٔ راه شب با وی تماس گرفته و راهی ماساچوست می‌شود تا استادش را ببیند. در ادامه وقوع اعتصابات در روزنامه سبب می‌شود تا آلبوم هر هفته سه‌شنبه‌ها با موری شوارتز ملاقات کند. این کتاب، چهارده دیداری که آلبوم با شوارتز داشته را شرح می‌دهد. تجربه‌های زندگی، وقایع گذشته و حال و همچنین سخنان شوارتز، این کتاب را تشکیل داده‌اند.
پس از این که تشخیص داده شد شوارتز به بیماری اسکلروز جانبی آمیوتروفیک مبتلا است، آخرین روزهای زندگی را صرف برگزاری آخرین کلاس و آخرین تدریس خود به میچ آلبوم کرد. این رمان به چهارده روزی می‌پردازد که میچ آلبوم با استادش، موری شوارتز سپری کرده‌است. در این روزها، میچ و موری درباره موضوعات متنوع و مهم زندگی بحث می‌کنند. همچنین این رمان خاطرات میچ از استادش موری شوارتز را بازگو می‌کند.

## جملات زیبای کتاب
حقیقت این است که اگر چگونه مردن را یاد بگیریم چگونه زیستن را نیز فراخواهیم گرفت .
فرهنگ و سنت حاکم بر ما نمی تواند در مردم احساس خوشبختی ایجاد کند . فرهنگ ما درس های غلطی به مردم می آموزد و باید آنقدر قوی باشی و جسارت داشته باشی که بگویی اگر این فرهنگ کارایی ندارد، از آن حمایت نمی کنم . خودت یک فرهنگ را ایجاد کن. خیلی از مردم نمی توانند این کار را انجام دهند.